# ماتیا جناری
ماتیا جناری (انگلیسی: Mattia Gennari؛ زادهٔ ۱۸ دسامبر ۱۹۹۱) بازیکن فوتبال اهل ایتالیا است.